# Медведев, Александр Семёнович
Алекса́ндр Семёнович Медве́дев (1857—1908) — земский деятель, депутат Государственной думы I созыва от Тверской губернии.

## Биография
Из крестьян Арханской волости Весьегонского уезда. Отец — волостной старшина. По национальности русский, по другим сведениям — карел по происхождению.

### Образование
Окончил духовное училище первым учеником. После чего поступил на службу помощником волостного писаря. Скопив денег, смог поступить в Тверскую духовную семинарию. Окончив семинарию, поступил в Демидовский юридический лицей в Ярославле и 1885 г. окончил его.

### Семья
А. С. Медведев, крестьянин по происхождению был человеком образованным и женился на помещице из села Гришкино. Таким образом он сам приобрёл ранг помещика. Владел 334 десятинами земли. Часть своих земель Медведев уступил крестьянам из сёл Феддево, Милуша, Глины.

### Служба
Служил в статистическом отделе Тверского губернского земства. Член Тверской губернской земской управы, позднее её секретарь. В 1885—1893 гг. служил страховым агентом Весьегонского уезда Тверской губернии. Затем служил страховым агентом Тверского губернского земства. В 1886—1891 гг. был помощником секретаря Весьегонского съезда мировых судей. С 1894 по 1900 г. гласный Тверского губернского земства.
Большое внимание Медведев уделял постановке в Весьегонском уезде земского школьного дела. Благодаря его усилиям в 1894 г. в этом уезде были дополнительно открыты 32 земские школы. А. С. Медведев присутствовал на открытии каждой из них.
В 1895 году подписал адрес Тверского земства о необходимости введения в России представительных учреждений. В 1897 г. был вынужден покинуть службу в земстве «по прошению», но остался гласным земского собрания.

### Общественная деятельность
В мае 1887 г. в доме Медведева проходили литературные вечера. Был дружен с известным общественным деятелем князем Дмитрием Шаховским. В 1899 году Медведев принимает участие в организации помощи голодающим в Самарской губернии. С этого начинается известность известность А. С. Медведева как общественного деятеля. Принял участие в устройстве Коммерческого училища в Самаре. Один из организаторов общества «Сетлемент» в Москве.
Присутствовал 17 октября 1905 г. при погроме черной сотней здания управы, был сильно избит. Позднее в своём выступлении в Думе Медведев рассказал: 

В начале нас хотели сжечь в пожаре, а потом вызвали на бойню; когда мы выходили, нас избивали, и только избив, приступили к тушению пожара. Затем разграбили земский дом. Земство понесло до 40 тысяч убытка, и пропало много важных бумаг. <…> Те же, которые нас били, говорят, должны были получить по одному рублю, а получили только по 35 копеек. <…> У меня недавно зажили раны и поломанные ребра.

### Политическая деятельность
Член «Союза освобождения». Был одним из основателей Конституционно-демократической партии, однако его политические взгляды были несколько левее партии Народной свободы.
26 марта 1906 избран в 1-ю ГД от общего состава выборщиков Тверского губернского избирательного собрания. Входил в Конституционно-демократическую фракцию. 15 мая избран её секретарём. Секретарь Аграрной комиссии, член Издательской комиссии. Подписал законопроекты: «42-х» по аграрному вопросу, «О гражданском равенстве» и «О собраниях». Выступал в прениях по обсуждению ответного адреса, по вопросу о неприкосновенности личности и об отмене смертной казни. Внес предложение о передаче заявления об образовании Комиссии для расследования незакономерных действий должностных лиц в Комиссию «19-ти».
10 июля 1906 года в г. Выборге подписал «Выборгское воззвание» и осужден по ст. 129, ч. 1, п. п. 51 и 3 Уголовного Уложения, приговорен к 3 месяцам тюрьмы и лишен права баллотироваться на любые выборные должности.
Для высылки Медведеву была назначена Самара. Накануне отъезда в Самару он наблюдал за строительством здания Гришкинской начальной школы, строившейся на его средства. Прямо на строительстве у Медведева случился удар. Через семь дней он скончался. Его похоронили на кладбище с. Макарова при большом стечении крестьян нескольких соседних волостей уезда. Могила сохранилась.